# Precipitação isoelétrica
A precipitação isoelétrica é uma técnica que explora o fato das proteínas apresentarem baixa solubilidade no seu ponto isoelétrico, usada na recuperação de proteínas em soluções aquosas. Nela, ajusta-se o pH do meio – geralmente utilizando ácidos e bases minerais - até que este seja igual ao ponto isoelétrico (pI) da proteína e dessa forma, a carga líquida total da molécula é nula, a repulsão eletrostática entre as moléculas é mínima, prevalecendo assim, as interações hidrofóbicas proteína-proteína. 
Em alguns casos, podem ocorrem desnaturação e inativação da proteína precipitada (geralmente em concentrações elevadas de ácidos), o que torna esse processo útil na remoção de proteínas indesejáveis da solução que contém a proteína-alvo, desde que nas condições de precipitação a proteína alvo seja estável. Além disso, para se obter proteínas de alta pureza e evitar a poluição do meio com resíduos indesejáveis, há a necessidade de um processo adicional para a neutralização da solução e remoção dos sais gerados.
```
     Além do 
pH
, outro parâmetro que influencia a precipitação de proteínas em soluções de sais é a temperatura. Se mantiver a concentração de sal constante e variar a temperatura ao longo do tempo, é possível fracionar uma solução proteica. 
```

Estudos recentes têm apontado como alternativa aos componentes químicos de precipitação, a utilização de eletrólitos voláteis que são obtidos pela dissolução de gases como o dióxido de carbono em solução aquosa; e nesta formam-se íons, cujas concentrações dependem da temperatura e pressão do sistema. Algumas biomoléculas, como a insulina, por exemplo, podem ser potencialmente recuperadas por processos de precipitação isoelétrica com o CO2. No final, após a precipitação por qualquer um dos métodos apresentados, as proteínas são recuperadas por centrifugação e utilizadas nas etapas seguintes de concentração e purificação.
1. ↑  http://biotecnologiaindustrialufpb.blogspot.com/2016/06/precipitacao-de-proteinas.html
2. ↑  http://www.fcfar.unesp.br/alimentos/bioquimica/praticas_proteinas/ponto_isoeletrico.htm
3. ↑  Estudo da precipitação isoelétrica de proteínas com eletrólitos voláteis - Alexandre Keiji Tashima